# Ruth Kadiri
Pour les articles homonymes, voir Kadiri.
Ruth Kadiri née le 24 mars 1988 dans l'État d'Edo, est une actrice nigériane membre de Nollywood. Elle a tourné plus de 50 films mais est surtout connue pour son rôle dans Ladies Gangs.

## Biographie
Fille aînée d'une famille chrétienne, Kadiri a étudié l'administration des affaires et la communication de masse au Collège Yaba de la technologie et à l'Université de Lagos où elle a obtenu un diplôme national,.
Ruth Kadiri, une figure éminente de Nollywood, avec une valeur nette estimée à 1 million de dollars. Son engagement initial dans le travail ecclésial a façonné sa passion pour le métier, considérant son art comme une vocation divine. Ses débuts dans l'écriture remontent à l'époque du lycée, souvent précédant les auditions. Après avoir gradué en écriture, elle a réalisé son premier scénario, "Wild and Dirty", marquant ainsi le début de sa carrière dans l'industrie cinématographique. Elle a également joué dans ses propres films, avec "Boys Cot" comme son premier rôle d'actrice. En plus d'écrire et de co-écrire plusieurs films, elle a participé à plus d'une centaine de productions. Elle est mariée à M. Ezeribe.

## Prix et nominations
| Année                             | Evenement                             | Catégorie  | Résultat |
| --------------------------------- | ------------------------------------- | ---------- | -------- |
| Nigeria Entertainment Awards      | Actrice de l'année                    | Lauréat    |          |
| Golden Icons Academy Movie Awards | Meilleur choix féminin dans les films | Nomination |          |
| Best of Nollywood Awards          | Meilleur baiser dans un film.         | Nomination |          |

## Filmographie
- 2007: Boys Cut
- 2011: Ladies Gangs
- 2011: Ladies Gangs 2
- 2011: Heart of a Fighter